# Asopos (mythologie)
Pour les articles homonymes, voir Asopos.
Dans la mythologie grecque, Asopos (en grec ancien Ἀσωπὸς / Asopòs) est le dieu fleuve associé au fleuve homonyme.
Selon les traditions, il est le fils d’Océan et Téthys, de Poséidon et Péro, ou de Zeus et d’Eurynomé. Il est l'époux de Métopé et le père d'Isménos, de Pélagon et de vingt filles dont Sinopé, Chalcis et de la nymphe Égine ainsi que, dans d'autres traditions, d'Antiope et de Plataea. Cette dernière donna son nom à la cité de Platées, en Béotie, dont Asopos est, selon la tradition, le fondateur et le premier roi.
Diodore de Sicile le localise près de Phlionte. Il s'agit donc de l'Asopos du Péloponnèse se jetant dans la mer de Corinthe.
Diodore de Sicile donne le nom de ses deux fils (Pélasgus et Isménus), ainsi que de douze filles.

## Sources
- Pseudo-Apollodore, Bibliothèque [détail des éditions] [lire en ligne] (III, 12, 6).
- Diodore de Sicile, Bibliothèque historique [détail des éditions] [lire en ligne] (IV, 72).
- Pausanias, Description de la Grèce [détail des éditions] [lire en ligne] (IX, 1, 1 et 2).